# Los muchachos de la acera de enfrente
Los muchachos de la acera de enfrente es una telenovela juvenil venezolana realizada en el año 2008, por la cadena estatal Tves. Renato Gutiérrez, fue su escritor, director y productor. Fue protagonizada por Laura Vieira y José Sedek.
Fue estrenada el 7 de enero en el horario de las 8pm, Y finalizó el 11 de febrero de 2008.

## Sinopsis
La historia de amor de Laurita y José Andrés, dos jóvenes separados por el tiempo y por la visión del mundo, da pie para que se sumerjan en los conflictos de estudiantes con los muchachos que frecuentan la acera de enfrente de la academia
Esta miniserie se desarrolla en una academia de baile, en barriadas caraqueñas y en hogares venezolanos. Cuenta la historia de un grupo de jóvenes unidos por la misma pasión: el baile. Se encuentran sus vidas, los destinos se cruzan y se desarrolla un intenso drama. Eso sí, salpicado de humor y denuncia social.

## Elenco
- Laura Vieira
- José Sedek
- Jocselyn Suárez
- Efraín González
- Jorgenis Martínez
- Fran Silva
- Jacko Djuan
- Julio Mujica
- Jesús Barroeta
- Nilled Sojo
- José David Jardim G
- Maryanely
- Marko Pérez
- Kleiber González